# V Obouch
V Obouch je přírodní památka chráněná pro 3,8 kilometrů dlouhý úsek přirozeného toku řeky Lomnice s bohatou květenou na vlhkých loukách. Oblast se nachází jihovýchodně od Dolního Ostrovce, místní části obce Ostrovec, v okrese Písek, až po soutok s řekou Skalicí, nicméně samotné území leží na třech katastrálních územích.
Chráněné území je tvořeno převážně přirozeným balvanitým řečištěm s velkým množstvím peřejí. Říční koryto procházející hlubokým údolím je z větší části balvanité bez výraznějších lidských zásahů. Kolem něj se nachází říční niva, kde rostou charakterističtí zástupci lužního lesa typu ptačincových olšin Stellario-Alnetum glutinosae s pestrou skladbou dřevin a bylin poskytující vhodné hnízdiště pro celou řadu zástupců ptačích druhů.
Na území přírodní památky se vyskytují dvě ohrožené rostliny, a to oměj pestrý a lilie zlatohlavá. Ze zvláště chráněných živočichů v Česku zde stále žije vydra říční, ještěrka obecná a za potravou sem zalétá čáp černý. Území je volně přístupné díky dvojici starých neudržovaných lesních cest, vedoucích po obou březích.

## Lokalita

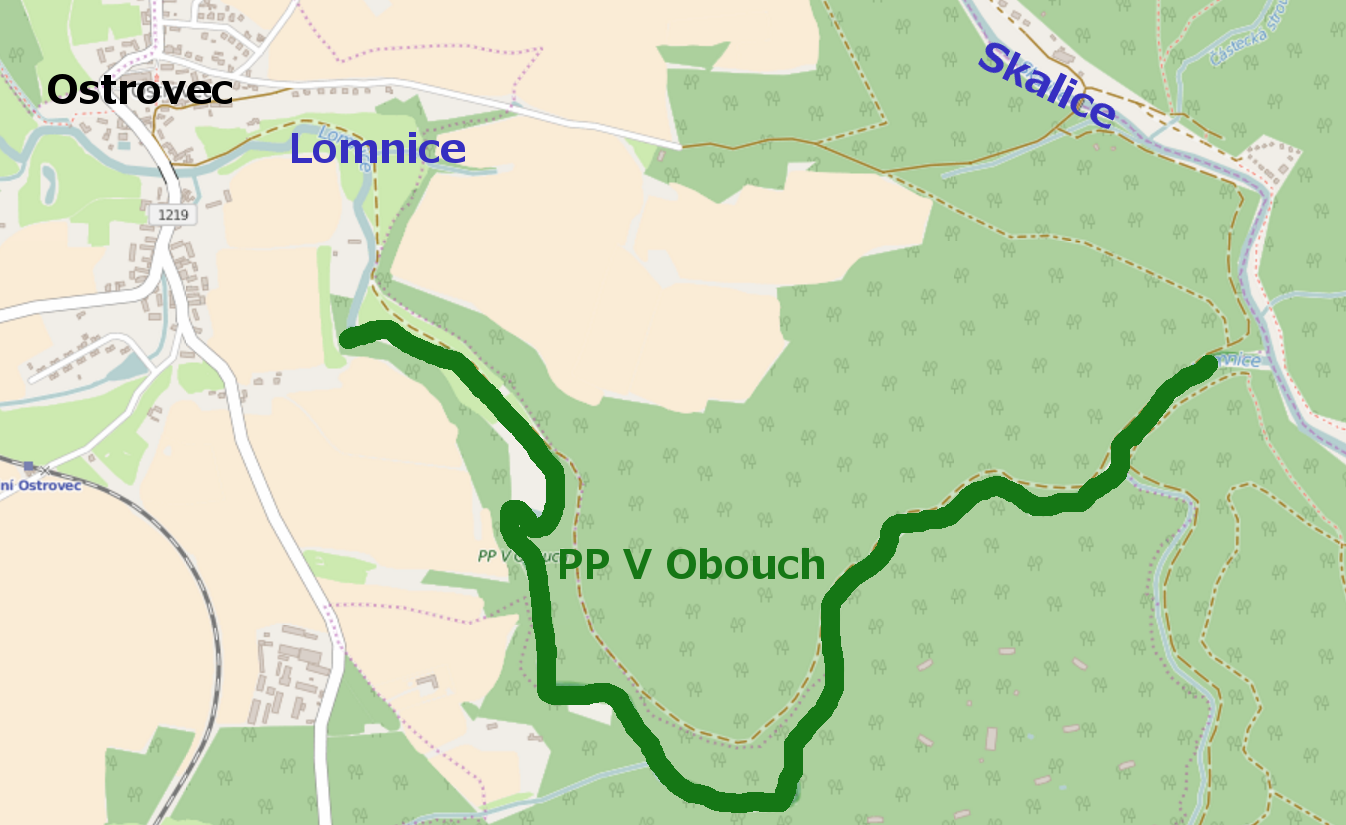
Mapa oblasti

Přírodní památka V Obouch leží v jižních Čechách v okrese Písek v lesích jihovýchodně od vsi Dolní Ostrovec, kde kopíruje přirozený tok řeky Lomnice, zaříznuté do jednoho z hlubokých údolí kaňonovitého systému Otavy a Vltavy. Na západní straně (u Dolního Ostrovce) je ohraničena zemědělsky využívanou plochou a malým jezem, na východním konci pak soutokem Lomnice se Skalicí. Během svého toku Lomnice obtéká na jižním úbočí 413 metrů vysoký kopec Na Skalkách. Chráněné území se rozkládá v nadmořské výšce 360 až 380 m n. m. v katastrálních územích obce Ostrovec: Dědovice, Dolní Ostrovec a Horní Ostrovec, Zabírá rozlohu 4,457 ha, z čehož celá tato plocha připadá na vodní plochy. Samotná hranice chráněného území vede ve vzdálenosti 0 až 5 metrů od břehu řeky. Okolo se nachází ochranné pásmo o šířce 50 metrů, které zasahuje do okolních lesních porostů.
Nad pravým břehem řeky Lomnice v oblasti přírodní památky leží vojenský prostor. Výše proti proudu řeky Lomnice se za Dolním Ostrovcem nachází další chráněné území Vystrkov, taktéž kolem toku řeky. Lokalita je součástí ptačí oblasti Údolí Otavy a Vltavy.

## Historie

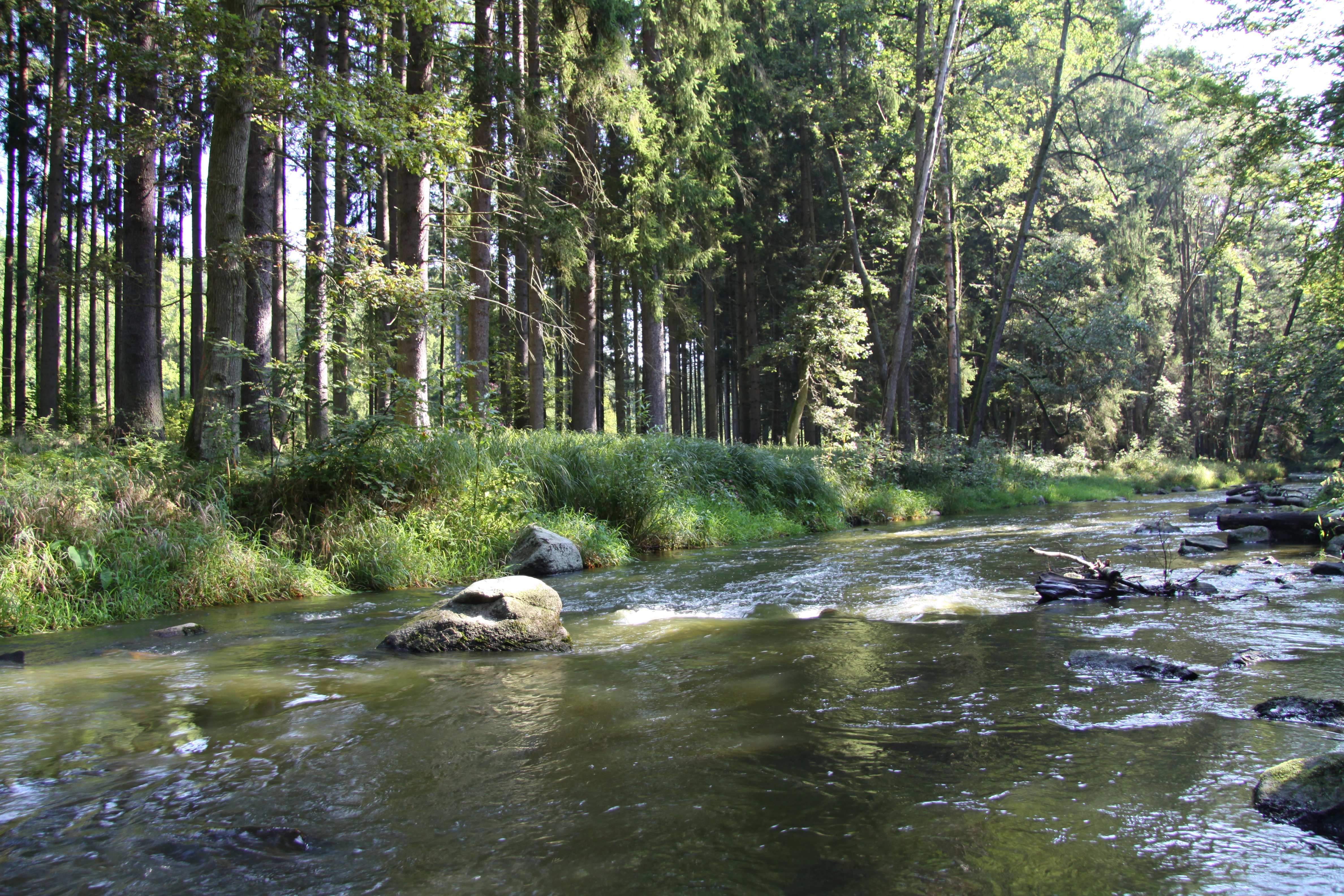
Koryto řeky Lomnice s obnaženými balvany

Dříve probíhala na březích řeky výsadba nepůvodních druhů, a to převážně smrku ztepilého (Picea abies), borovice lesní (Pinus sylvestris) a taktéž javoru jasanolistého (Acer negundo). Chráněné území bylo zřízeno Okresním národním výborem Písek vyhláškou ze 4. prosince 1985 s účinností od 1. února 1986. K roku 2008 je území vyhlášeno jako přírodní památka o celkové výměře 5,1401 ha dle zákona č. 114/1992 Sb., o ochraně přírody a krajiny, ve znění pozdějších předpisů. Nicméně, pokud se rozloha chráněného území spočte z rozměr dotčených parcel, je území menší. A to pouze 4,457 ha.

## Přírodní poměry

### Geologická stavba, reliéf a půdy
Řeka si razí hluboce zaříznuté koryto v horninovém podloží tvořeném převážně biotitickým granodioritem zvíkovského typu. V severní části jsou i polohy amfibol-biotitického granodioritu a žuly kozárovického typu (středočeský pluton). Osu říčního údolí protínají úzké žíly žulového porfyru, příležitostně i lamprofyru a monzonovitého a monzodioritového porfyritu.
Z geomorfologického hlediska se oblast řadí k Táborské pahorkatině. Část koryta řeky tvořící přírodní památku je v horní části (zhruba půl kilometru dlouhé) poměrně úzká s minimem větších balvanů, s pozvolna protékající vodou. Okolí je tvořeno pastvinami a loukami. Střední část koryta (1 km dlouhá) je oproti tomu tvořena velkým meandrem, uvnitř jehož oblouku je plošina. Oproti tomu dolní část (1,5 km) je zaříznuta do údolí, kde se skalní výchozy přibližují až k samotnému toku. Říční koryto je plné granodioritových balvanů s vysokým topografickým spádem, vedoucím k rychlému proudění vody.
Oblast nivy je tvořena holocenními písčitohlinitými říčními sedimenty, na kterých se nachází fluvizem glejová. Mimo nivu jsou na okolních svazích ranker kambizemní a kambizem typická.

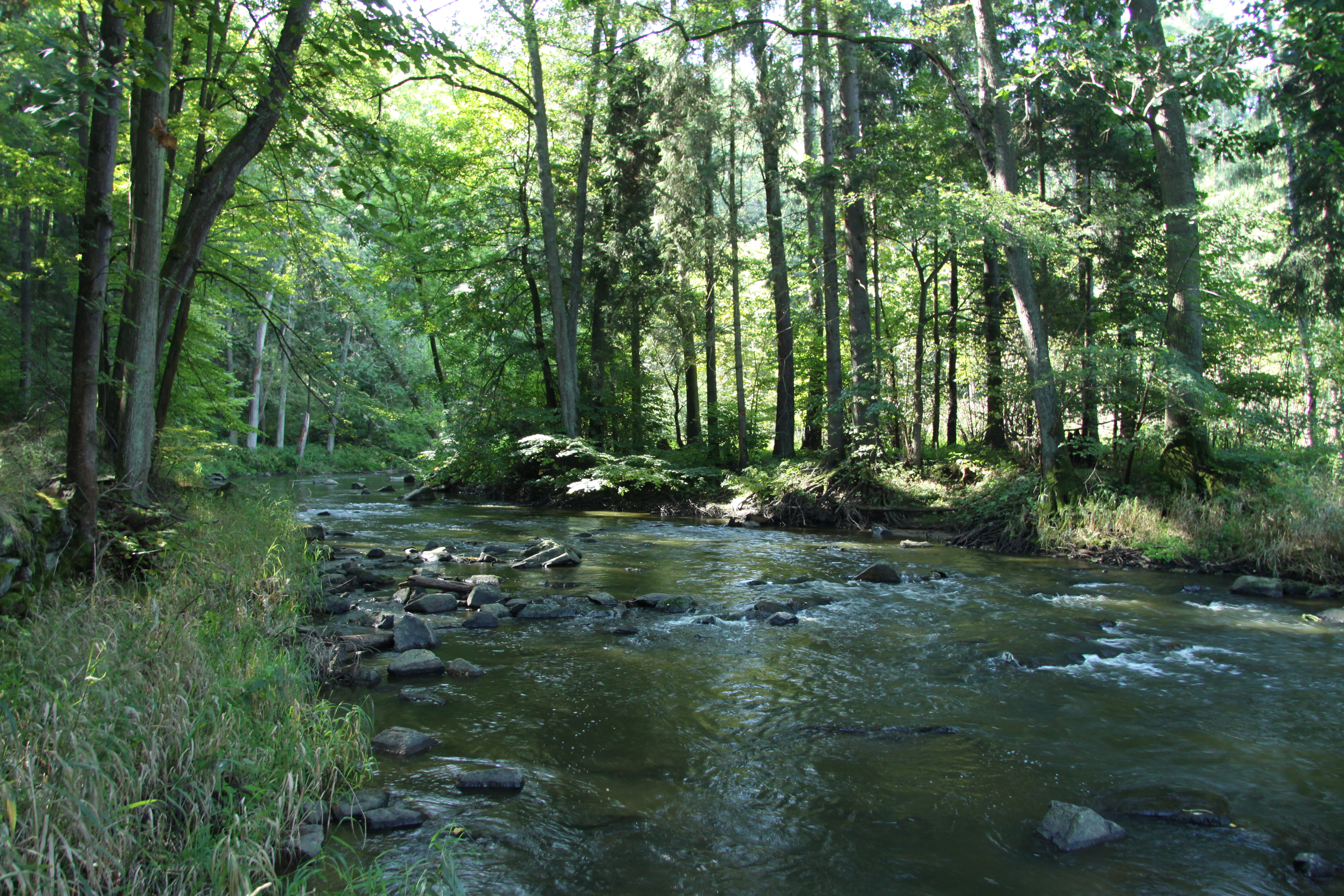
Chráněný je vodní tok s přilehlými břehy

### Vodstvo a podnebí
Přírodní památku tvoří 3,8 km dlouhý úsek řeky Lomnice, která celou oblast odvodňuje. Přibližně 300 metrů před soutokem se Skalicí se pravostranně vlévá Jesenický potok. Na pravém břehu se taktéž nachází řada pramenišť. Lomnice se necelé dva kilometry po opuštění přírodní památky levostranně vlévá do Otavy v oblasti, kde již tato řeka vytváří část přehradní nádrže Orlík. Oblast spadá do úmoří Severního moře, mezinárodní oblasti povodí Labe a dílčího povodí Horní Vltava. Úsek toku, který tvoří přírodní památku, náleží do vodního útvaru Lomnice od toku Hradišťský potok po vzdutí nádrže Orlík II (idenfitikátor HVL_1470). Celkové hodnocení stavu vodního útvaru, provedené na základě výsledků situačního monitoringu v období let 2010–2012 v reprezentativním monitorovacím profilu vodního útvaru, které sestává z hodnocení ekologického stavu a chemického stavu, je nevyhovující. Z hlediska ekologického stavu dosahuje vodní útvar středního stavu, a to ve všech hodnocených složkách (biologické složky, všeobecně fyzikálně-chemické složky a specificky znečišťující látky), hydromorfologie nebyla hodnocena. Mezi nevyhovující ukazatele patří makrozoobentos, fytobentos, reakce vody, teplota vody, BSK5, celkový fosfor a adsorbovatelné organicky vázané halogeny (AOX). Z hlediska chemického stavu vodní útvar nedosahuje dobrého stavu. Nevyhovujícími ukazateli jsou fluoranthen a benzo[a]pyren.
Podle Quittovy klimatické klasifikace náleží lokalita do mírně teplé oblasti MT11.

### Flóra
Jelikož samotné území je tvořeno převážně vodním tokem, množství popsaných druhů se nachází v 50 metrů širokém pásu ochranného pásma. Z vodních rostlin se v korytě řeky nenacházejí žádné významné druhy. Okolní břehové porosty odpovídají přirozenému lužnímu lesu typu ptačincových olšin Stellario-Alnetum glutinosae, takže jsou tvořeny převážně olší lepkavou (Alnus glutinosa), jilm horský (Ulmus glabra), či vrba křehká (Salix fragilis). Ve stromovém patře se ale vyskytují i zástupci vzácné jedle bělokoré (Abies alba) a jilmu vazu (Ulmus laevis), či dalších druhů, jako je jasan ztepilý (Fraxinus excelsior), dub letní (Quercus robur), lípa malolistá (Tilia cordata), topol osika (Populus tremula), borovice lesní (Pinus sylvestris), bříza bělokorá (Betula pendula), olše lepkavá (Alnus glutinosa), habr obecný (Carpinus betulus), javor mléč (Acer platanoides), javor klen (Acer pseudoplatanus) či smrk ztepilý (Picea abies). Samotné stromové patro je částečně poznamenáno nepůvodní výsadbou smrku ztepilého (Picea abies), borovice lesní (Pinus sylvestris) a taktéž javoru jasanolistého (Acer negundo) na svahy kolem řeky. V bohatém keřovém patře roste líska obecná (Corylus avellana), střemcha obecná (Padus avium), trnka obecná (Prunus spinosa), brslen evropský (Euonymus europaeas), růže převislá (Rosa pendulina), lýkovec jedovatý (Daphne mezereum) či zimolez obecný (Lonicera xylosteum). Dále jsou udávány druhy stromů a keřů, jako je jeřáb ptačí (Sorbus aucuparia), vrba trojmužná (Salix triandra), střemcha obecná (Prunus padus), řešetlák počistivý (Rhamnus cathartica) a hloh obecný (Crataegus laevigata).

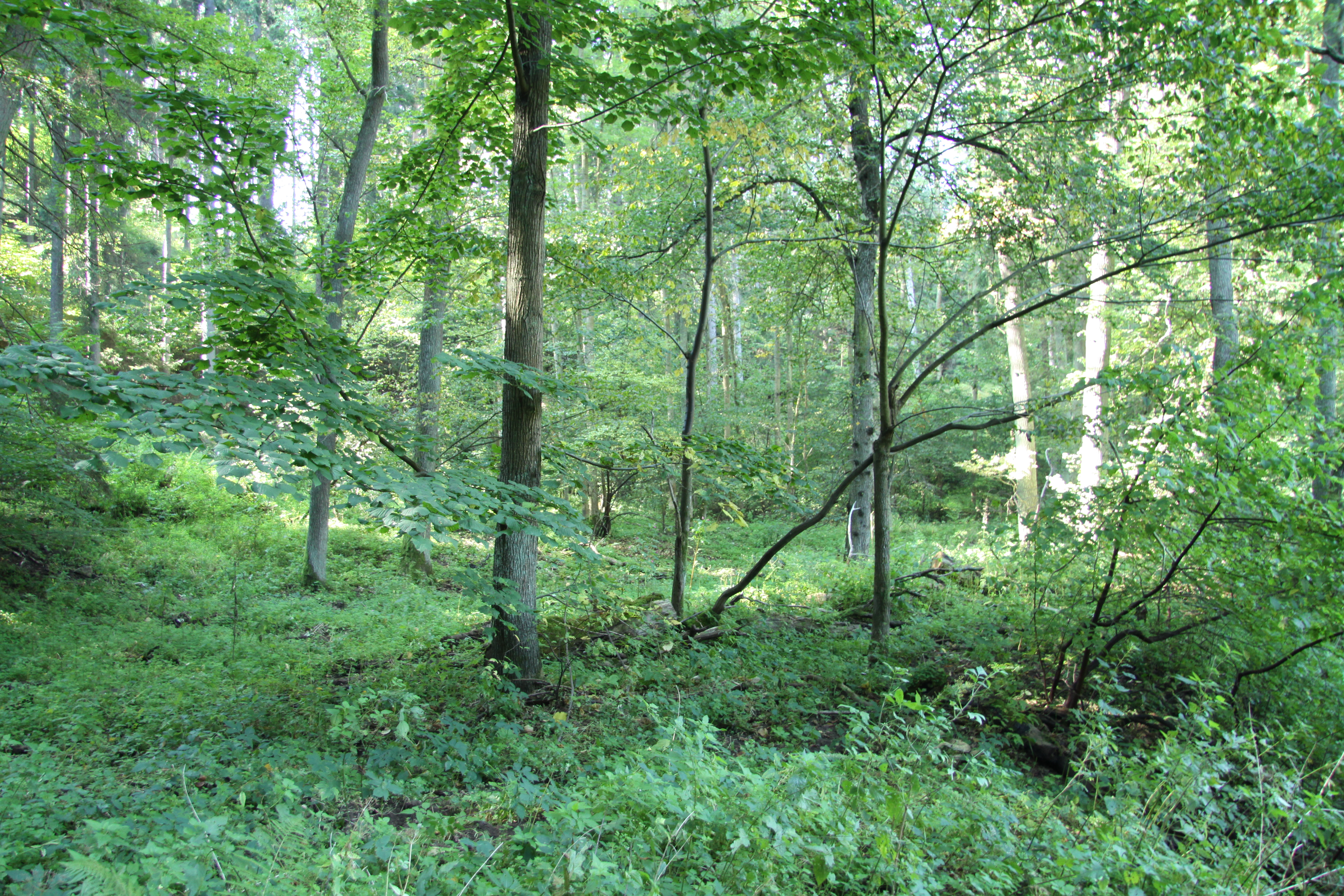
Pohled na lužní les s charakteristickým porostem

Z kapraďorostů a jejich příbuzných byly na lokalitě popsány kapraď osténkatá (Dryopteris carthusiana), kapraď samec (Dryopteris filix-mas), pýrovník psí (Elymus caninus), přeslička rolní (Equisetum arvense) a přeslička lesní (Equisetum sylvaticum).
Z travin byly nalezeny psineček obecný (Agrostis capillaris), tomka vonná (Anthoxanthum odoratum), válečka prapořitá (Brachypodium pinnatum), třtina rákosovitá (Calamagrostis arundinacea), třtina křovištní (Calamagrostis epigejos), ostřice třeslicovitá (Carex brizoides), vzácná ostřice Buekova (Carex buekii), ostřice prstnatá (Carex digitata), jílek mnohokvětý (Lolium multiflorum), bika bělavá (Luzula luzuloides), chrastice rákosovitá (Phalaris arundinacea), kostřava obrovská (Festuca gigantea), srha laločnatá (Dactylis glomerata), metlice trsnatá (Deschampsia cespitosa), lipnice roční (Poa annua) a lipnice hajní (Poa nemoralis). K dalším jednoděložným rostlinám vyskytujícím se na lokalitě patří konvalinka vonná (Convallaria majalis), pstroček dvoulistý (Maianthemum bifolium) a vzácná lilie zlatohlavá (Lilium martagon).
Z dvouděložných rostlin se v území vyskytuje česnáček lékařský (Alliaria petiolata), sasanka hajní (Anemone nemorosa), řebříček obecný (Achillea millefolium agg.), ohrožený oměj pestrý (Aconitum variegatum), bršlice kozí noha (Aegopodium podagraria), lopuch větší (Arctium lappa), křen selský (Armoracia rusticana), udatna lesní (Aruncus vulgaris), kopytník evropský (Asarum europaeum), jarmanka větší (Astrantia major), bukvice lékařská (Betonica officinalis), dvouzubec černoplodý (Bidens frondosa), blatouch bahenní (Caltha palustris), zvonek broskvolistý (Campanula persicifolia), zvonek okrouhlolistý (Campanula rotundifolia), zvonek kopřivolistý (Campanula trachelium), bodlák lopuchovitý (Carduus personata), merlík bílý (Chenopodium cf. album), pcháč rolní (Cirsium arvense), pcháč zelinný (Cirsium oleraceum), pcháč bahenní (Cirsium palustre), pcháč obecný (Ciium vulgare), pryšec chvojka (Euphorbia cyparissias), pryšec sladký (Euphorbia dulcis), orsej jarní (Ficaria verna), tužebník jilmový (Filipendula ulmaria), jahodník obecný (Fragaria vesca), křivatec žlutý (Gagea lutea), pitulník horský (Galeobdolon montanum), svízel lesní (Galium sylvaticum), svízel syřišťový (Galium verum), kakost luční (Geranium pratense), popenec obecný (Glechoma hederacea), břečťan popínavý (Hedera helix), jaterník podléška (Hepatica nobilis), bolševník obecný (Heracleum sphondylium), jestřábník Lachenalův (Hieracium lachenalii), jestřábník zední (Hieracium murorum), jestřábník hroznatý (Hieracium racemosum), jestřábník savojský (Hieracium sabaudum), medyněk vlnatý (Holcus lanatus), chmel otáčivý (Humulus lupulus), třezalka tečkovaná (Hypericum perforatum), netýkavka malokvětá (Impatiens parviflora), vzácný chrastavec lesní (Knautia dipsacifolia), hluchavka skvrnitá (Lamium maculatum), hrachor luční (Lathyrus pratensis), hrachor lesní (Lathyrus sylvestris), hrachor jarní (Lathyrus vernus), máchelka podzimní (Leontodon autumnalis), karbinec evropský (Lycopus europaeus), vrbina penízková (Lysimachia nummularia), vrbina obecná (Lysimachia vulgaris), kyprej vrbice (Lythrum salicaria), černýš luční (Melampyrum pratense), strdivka nicí (Melica nutans), bažanka vytrvalá (Mercurialis perennis), mléčka zední (Mycelis muralis), pomněnka bahenní (Myosotis palustris agg.), křehkýš vodní (Myosoton aquaticum), šťavel kyselý (Oxalis acetosella), rdesno peprník (Persicaria hydropiper), rdesno řídkokvěté (Persicaria cf. mitis), zvonečník klasnatý (Phyteuma spicatum), jitrocel kopinatý (Plantago lanceolata), jitrocel větší (Plantago major), kokořík vonný (Polygonatum odoratum), prvosenka vyšší (Primula elatior), plicník lékařský (Pulmonaria officinalis), řimbaba chocholičnatá (Pyrethrum corymbosum), pryskyřník prudký (Ranunculus acris), pryskyřník kosmatý (Ranunculus lanuginosus), pryskyřník plazivý (Ranunculus repens), ostružiník maliník (Rubus idaeus), šťovík kadeřavý (Rumex crispus), šťovík tupolistý (Rumex obtusifolius), krvavec toten (Sanguisorba officinalis), krtičník hlíznatý (Scrophularia nodosa), starček vodní (Senecio aquaticus), starček Fuchsův (Senecio ovatus), silenka dvoudomá (Silene dioica), zlatobýl obecný (Solidago virgaurea), čistec lesní (Stachys sylvatica), ptačinec velkokvětý (Stellaria holostea), ptačinec hajní (Stellaria nemorum), čertkus luční (Succisa pratensis), kostival lékařský (Symphytum officinale), kostival hlíznatý (Symphytum tuberosum), vratič obecný (Tanacetum vulgare), pampeliška lékařská (Taraxacum sect. Ruderalia), jetel prostřední (Trifolium medium), jetel luční (Trifolium pratense), jetel plazivý (Trifolium repens), trojštět žlutavý (Trisetum flavescens), kopřiva dvoudomá (Urtica dioica), brusnice borůvka (Vaccinium myrtillus), divizna černá (Verbascum nigrum), rozrazil lékařský (Veronica officinalis) a vikev ptačí (Vicia cracca).

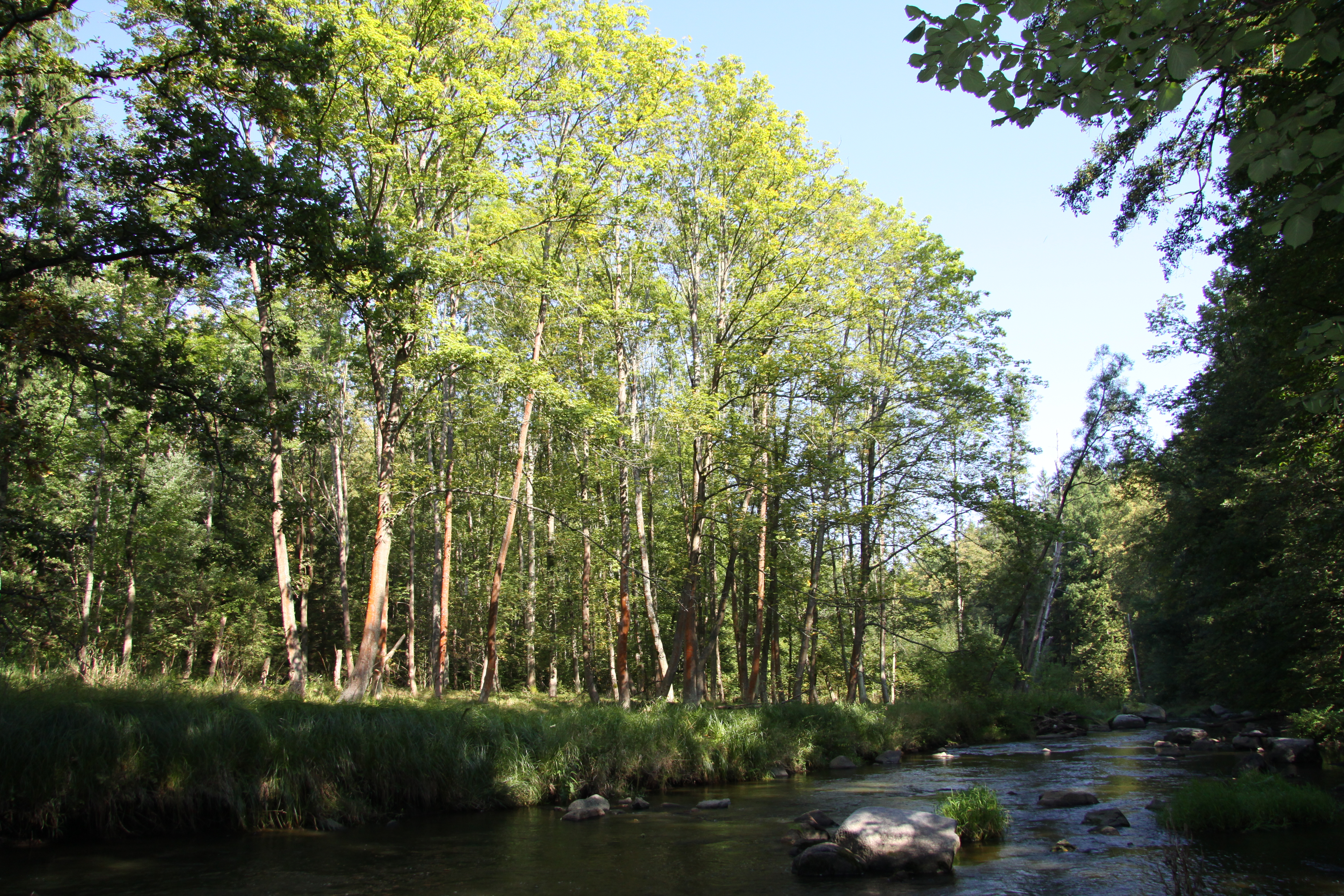
Stromové patro na břehu Lomnice

Ze zbytků dubohabřin proniká do lokality mnoho dalších druhů jako například vikev hrachovitá (Vicia pisiformis), vikev lesní (V. sylvatica) či kokořík mnohokvětý (Polygonatum multiflorum). Po celé délce říčního toku úspěšně expanduje invazivní netýkavka žláznatá (Impatiens glandulifera).

### Fauna

#### Bezobratlí
Je zde popsán výskyt teplomilné můry blýskavky plicníkové (Atypha pulmonaris), ze zástupců dvoukřídlých kuklice Tachina casta, lužanka Diastata flavicosta a taktéž další obvyklé druhy smíšených lesů. Ze vzácnějších zástupců hmyzu i zástupce bedlobytky Exechiopsis laschkewitziana, z brouků střevlíček Leistus terminatus, z tesaříků Cortodera fermorata, z vážek šidélko brvonohé (Platycnemis pennipes). Z pohledu České republiky je zde unikátní výskyt tiplice Tipula benesignata.

#### Obratlovci
Z obojživelníků se zde vyskytuje ropucha obecná (Bufo bufo), z plazů pak ještěrka obecná (Lacerta agilis).

##### Ryby
Chráněná část toku řeky Lomnice spadá do mimopstruhových vod, ve kterých se vyskytují zástupci kapra obecného (Cyprinus carpio), cejna velkého (Abramis brama), cejnka malého (Blicca bjoerkna), hrouzka malého (Gobio gobio), lína obecného (Tinca tinca), jelce tlouště (Leuciscus cephalus), plotice obecné (Rutilus rutilus), úhoře říčního (Anguilla anguilla), jelce proudníka (Leuciscus leuciscus), štiky obecné (Esox lucius), candáta obecného (Sander lucioperca), okouna říčního (Perca fluviatilis), mníka jednovousého (Lota lota), oukleje obecné (Alburnus alburnus), ostroretky stěhovavé (Chondrostoma nasus) a slunky obecné (Leucaspius delineatus).

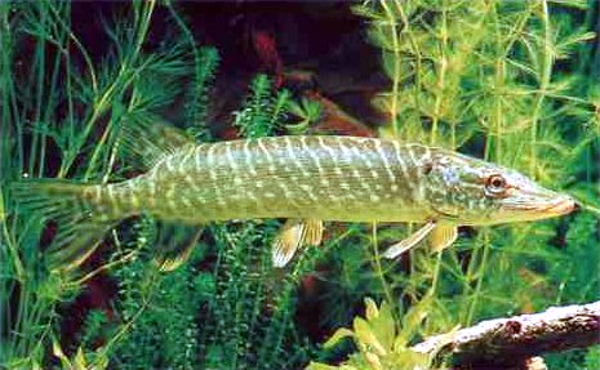
Ilustrační fotografie štiky obecné (Esox lucius)

Každoročně jsou do lokality nasazovány násadby ryb, a to zejména kapra obecného (Cyprinus carpio) o celkové váze přibližně dvou tun, ostroretky stěhovavé (Chondrostoma nasus), ale také štiky obecné (Esox lucius), candáta či parmy (nasazena v roce 2008). Nicméně toto druhové složení rybí násadby je kritizováno aktuálním plánem péče, který navrhuje její upravení ve prospěch druhů rychleji proudících vod.

##### Ptáci
Z ptáků zde byli pozorováni brhlík lesní (Sitta europaea), budníček lesní (Phylloscopus sibilatrix), budníček menší (Phylloscopus collybita), silně ohrožený čáp černý (Ciconia nigra), červenka obecná (Erithacus rubecula), datel černý (Dryocopus martius), holub hřivnáč (Columba palumbus), prokazatelně hnízdící konipas horský (Motacilla cinerea), kos černý (Turdus merula), králíček obecný (Regulus regulus), králíček ohnivý (Regulus ignicapillus), silně ohrožený ledňáček říční (Alcedo atthis), pěnice slavíková (Sylvia borin), pěnice černohlavá (Sylvia atricapilla), pěnkava obecná (Fringilla coelebs), rákosník zpěvný (Acrocephalus palustris), sojka obecná (Garrulus glandarius), strakapoud velký (Picoides major), strnad obecný (Emberiza citrinella), střízlík obecný (Troglodytes troglodytes), sýkora babka (Poecile palustris), sýkora uhelníček (Periparus ater), sýkora modřinka (Cyanistes caeruleus), sýkora koňadra (Parus major), šoupálek dlouhoprstý (Certhia familiaris) a volavka popelavá (Ardea cinerea).

##### Savci

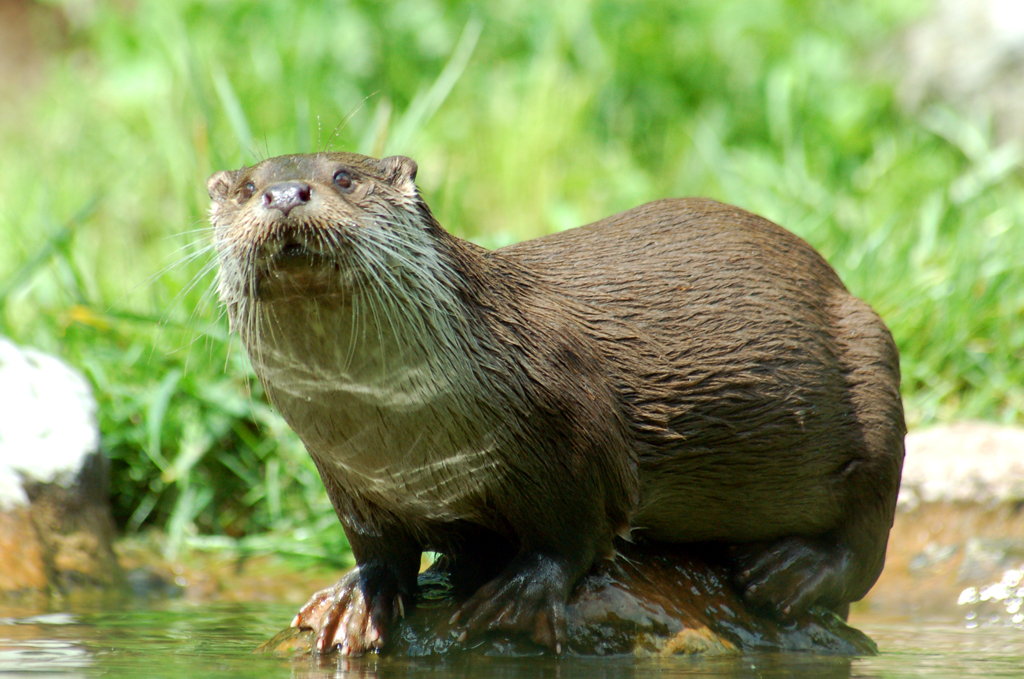
Ilustrační fotografie vydry říční (Lutra lutra)

Ze savců se V Obouch vyskytuje dle charakteristických krtinců krtek obecný (Talpa europaea), dále byl během průzkumu odchycen rejsek obecný (Sorex araneus), myšice lesní (Apodemus flavicollis) a myšice křovinná (Apodemus sylvaticus). Pozorována byla také nepůvodní ondatra pižmová (Ondatra zibethicus) a v roce 2000 i silně ohrožená vydra říční (Lutra lutra), jejíž výskyt potvrzují rybáři i myslivci. Dle dalšího zdroje zde má pravděpodobně trvalou populaci. Vyjma těchto druhů je zde výskyt zástupců běžných savců, jako jsou srnky či divoká prasata (Sus scrofa).

## Ochrana
Důvodem ochrany je zachování přirozeného toku řeky Lomnice s balvanitým korytem bohatým na nízké říční peřeje protékající hluboko zaříznutým údolím, a ponechání jeho vývoje samovolným procesům. Na okolních březích a svazích se nachází pestrá dřevinná skladba lesa a bohaté bylinné patro, kde se vyskytují chránění živočichové.
V lokalitě se negativně projevují splachy eutrofizované půdy z okolních polí a pastvin v horním toku řeky, umělé nasazování ryb, místní kácení stromů a zanášení odpadky (například při povodních). Plán péče navrhuje, aby menší jez nad západním okrajem přírodní památky byl buď odstraněn, či vybaven rybím přechodem. Taktéž nedoporučuje provádět holosečnou těžbu dřeva v oblasti říční nivy, nicméně doporučuje jako vhodné zcela z lokality odstranit javor jasanolistý (Acer negundo). Naproti tomu efektivní zásah proti netýkavce žláznaté (Impatiens glandulifera) se nyní jeví jako neproveditelný, jelikož by musel proběhnout po celé délce toku.

## Turismus

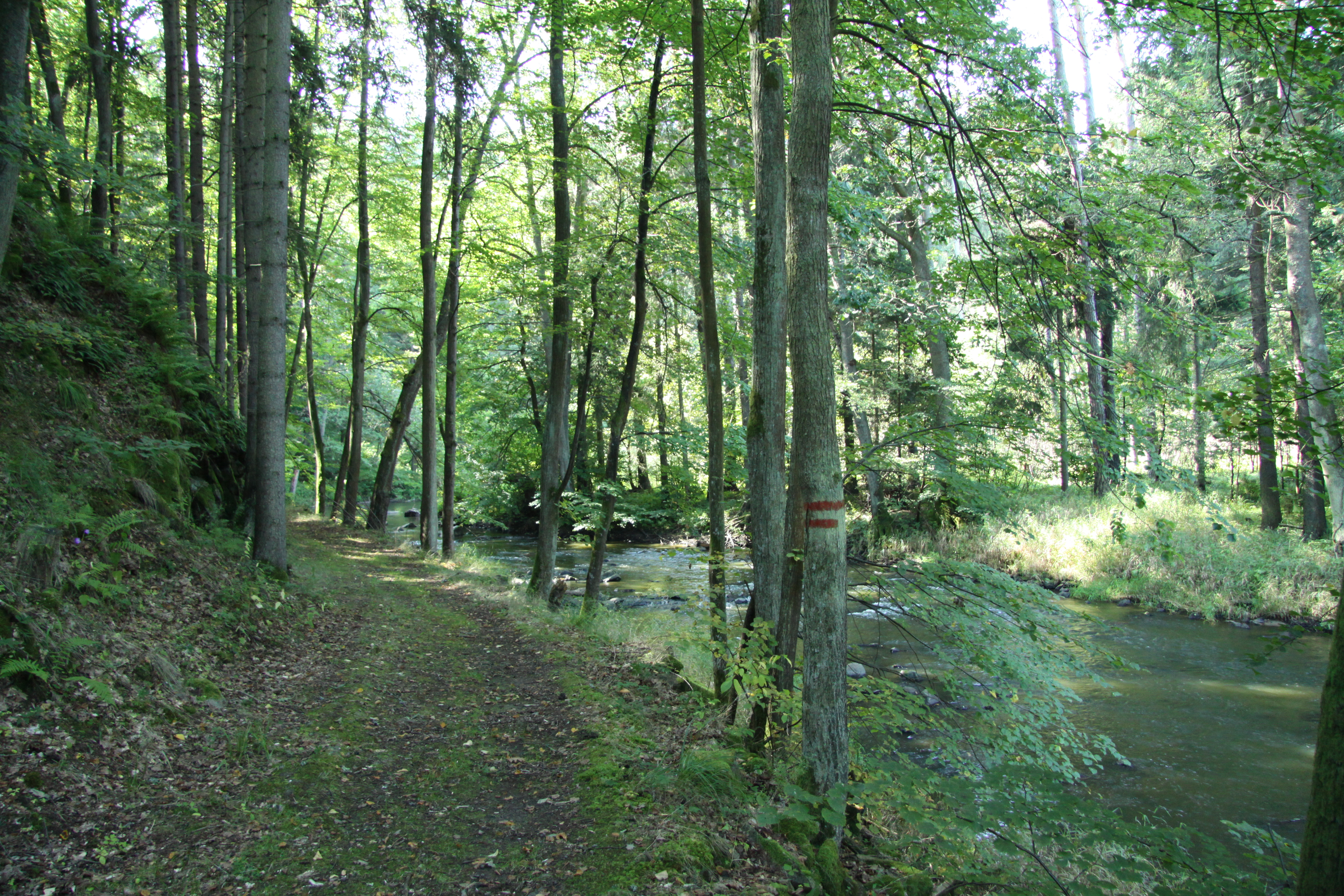
Neudržovaná lesní cesta na pravém břehu Lomnice

Po obou stranách řeky vedou staré lesní cesty, které jsou místy zpevněny. Na levém břehu prochází modrá turistická značka, tzv. „Alšova cesta“ vedoucí z Mirotic na soutok Otavy s Lomnicí. Po druhém břehu vede v části chráněného území červeně značená „Sedláčkova stezka“ vedoucí z Vráže na Orlík nad Vltavou. Na řece se provozuje sportovní rybaření.